# Cantó de Chelles
El cantó de Chelles és una divisió administrativa francesa del departament del Sena i Marne, situat al districte de Torcy. Compta amb 1 municipi, Chelles.

## Municipis
- Chelles

## Història
| Data d'elecció                           | Identitat          | Partit           | Qualitat |
| ---------------------------------------- | ------------------ | ---------------- | -------- |
| 1964-1976                                | Guy Rabourdin      | UDR              |          |
| 1976-1982                                | Jean-Pierre Fourré | PS               |          |
| 1982-1994                                | Charles Cova       | RPR              |          |
| 1994-2008                                | Louis Le Chanoine  | RPR, després RPF |          |
| 2008-2015                                | Lydie Autreux      | PS               |          |
| les dades anteriors no són pas conegudes |                    |                  |          |
|                                          |                    |                  |          |